# Anna del Gesù di Braganza
Anna del Gesù di Braganza, nome completo Ana de Jesus Maria Luís Gonzaga Joaquina Micaela Rafaela Francisca Xavier de Paula (Mafra, 23 ottobre 1806 – Roma, 22 giugno 1857), fu una infanta portoghese.

## Biografia
Anna era l'ultimogenita di Giovanni VI di Portogallo, e di sua moglie, Carlotta Gioacchina di Borbone-Spagna, figlia di Carlo IV di Spagna.
Nel 1807 con la sua famiglia partì per il Brasile a causa dell'invasione del Portogallo da parte delle forze napoleoniche. Trascorse lì la sua infanzia e crebbe a Rio de Janeiro, città che lasciò solo nel 1821, quando suo padre decise di tornare in Europa quando scoppiò la Rivoluzione liberale portoghese.
Tornata a Lisbona, l'Infanta è testimone delle divisioni che attraversano la sua famiglia e che mettono in pericolo la stabilità del Portogallo. I suoi genitori si odiavano e la sovrana complottava apertamente con il figlio più giovane, l'Infante Michele, fratello di Anna, per rovesciare il monarca e porre fine ai venti di liberalismo che scuoteva il paese.

## Matrimonio
In questo contesto turbolento, l'Infanta iniziò una relazione segreta con Nuno José Severo de Mendoça Rolim de Moura Barreto, poi marchese di Loulé e conte di Vale de Reis (futuro Duca di Loulé), un aristocratico la cui famiglia è ben al di sotto degli standard matrimoniali delle case reali dell'epoca. Resa pubblica dopo che la principessa rimase incinta, la loro relazione suscitò un enorme scandalo. La coppia, però, ottenne l'autorizzazione a sposarsi il 5 dicembre 1827. La cerimonia venne celebrata in forma privata nella cappella del Palazzo di Ajuda e costituì un grosso scandalo, non tanto perché, nonostante Loulé fosse alla lontana discendente della Casa Reale, ma in quanto il primo figlio della coppia nacque tre settimane dopo, il 27 dicembre 1827.
La coppia ebbe cinque figli:
- D. Ana Carlota de Mendoça Rolim de Moura Barreto (27 dicembre 1827-31 dicembre 1893), sposò Rodrigo de Sousa Coutinho Teixeira de Andrade Barbosa, ebbero dodici figli;
- D. Maria do Carmo de Mendoça Rolim de Moura Barreto (26 febbraio 1829-23 dicembre 1907), sposò Vasco António Baltazar da Madre de Deus de Figueiredo Cabral da Câmara, ebbero sette figli;
- D. Pedro José Agostinho de Mendoça Rolim de Moura Barreto, secondo duca di Loulé (7 ottobre 1830-2 marzo 1909), sposò Constança Maria de Figueiredo Cabral della Camera, due figlie;
- D. Maria Amália de Mendoça Rolim de Moura Barreto (27 aprile 1832-1880), sposò João Salazar de Mascarenhas, ebbero un figlio;
- D. Augusto Pedro de Mendoça Rolim de Moura Barreto, terzo Conte di Azambuja (4 agosto 1835-22 novembre 1914), sposò Maria da Assunção Ferreira, ebbero tredici figli.

## Esilio
Il re Giovanni VI morì nel 1826 e suo figlio maggiore fu proclamato imperatore del Brasile indipendente nel 1822. Il Portogallo fu scosso da una grave crisi di successione. Il Paese e la famiglia reale erano divisi tra i sostenitori della giovane Maria II, sostenuta dai liberali, e suo zio Michele I, sostenuto dai conservatori.
A differenza di sua madre e delle sue sorelle, tutte ardenti sostenitrici dell'assolutismo reale, Anna si schierò con la nipote Maria II e con i liberali. Fuggì così dal Portogallo con il marito e i figli e si rifugiò a Londra.
Dopo alcune settimane trascorse nella capitale inglese, Anna e la sua famiglia decidono di recarsi in Brasile e di mettersi sotto la protezione dell'imperatore Pietro I.

## Guerra civile e separazione
Nel 1831, Pietro I rinunciò alla corona brasiliana per tornare in Europa e restaurare sua figlia Maria II sul trono del Portogallo. Anna, suo marito e i loro figli lo accompagnarono e il marchese de Loulé prese le armi insieme a suo cognato durante la guerra civile scoppiata in Portogallo (1832-1834).
Ritornata la pace, Anna prese la decisione di restare a Roma: la guerra aveva infatti separato i coniugi, che scelsero di separarsi nel 1835. Da parte sua, il marchese de Loulé tornò in Portogallo, dove ricoprì diversi incarichi ministeriali.
Anna morì a Roma il 22 giugno 1857, cinque anni prima che suo marito fosse creato duca di Loulé.
Dopo la morte senza eredi del re Manuele II del Portogallo e in seguito all'esclusione di Michele I del Portogallo e dei suoi eredi (1834), alcuni discendenti di Anna reclamano la successione al trono del Portogallo contro Dom Duarte Nuno di Braganza.
Oggi, il sesto duca di Loulé si considera l'erede al trono del Portogallo.

## Ascendenza
|                                       |                     |                                     | Genitori                        |  |  | Nonni |  |  | Bisnonni                  |  |  | Trisnonni                |  |
|                                       |                     |                                     |                                 |  |  |       |  |  | Giovanni V del Portogallo |  |  | Pietro II del Portogallo |  |
|                                       |                     |                                     |                                 |  |  |       |  |  | Giovanni V del Portogallo |  |  | Pietro II del Portogallo |  |
|                                       |                     | Maria Sofia del Palatinato-Neuburg  |                                 |  |  |       |  |  | Giovanni V del Portogallo |  |  |                          |  |
| Pietro III del Portogallo             |                     |                                     |                                 |  |  |       |  |  | Giovanni V del Portogallo |  |  |                          |  |
|                                       |                     | Maria Anna d'Asburgo                | Leopoldo I d'Asburgo            |  |  |       |  |  |                           |  |  |                          |  |
|                                       |                     | Maria Anna d'Asburgo                | Leopoldo I d'Asburgo            |  |  |       |  |  |                           |  |  |                          |  |
|                                       |                     | Maria Anna d'Asburgo                | Eleonora del Palatinato-Neuburg |  |  |       |  |  |                           |  |  |                          |  |
| Giovanni VI del Portogallo            |                     | Maria Anna d'Asburgo                |                                 |  |  |       |  |  |                           |  |  |                          |  |
|                                       |                     | Giuseppe I del Portogallo           | Giovanni V del Portogallo       |  |  |       |  |  |                           |  |  |                          |  |
|                                       |                     | Giuseppe I del Portogallo           | Giovanni V del Portogallo       |  |  |       |  |  |                           |  |  |                          |  |
|                                       |                     | Giuseppe I del Portogallo           | Maria Anna d'Asburgo            |  |  |       |  |  |                           |  |  |                          |  |
| Maria I del Portogallo                |                     | Giuseppe I del Portogallo           |                                 |  |  |       |  |  |                           |  |  |                          |  |
|                                       |                     | Marianna Vittoria di Borbone-Spagna | Filippo V di Spagna             |  |  |       |  |  |                           |  |  |                          |  |
|                                       |                     | Marianna Vittoria di Borbone-Spagna | Filippo V di Spagna             |  |  |       |  |  |                           |  |  |                          |  |
|                                       |                     | Marianna Vittoria di Borbone-Spagna | Elisabetta Farnese              |  |  |       |  |  |                           |  |  |                          |  |
| Anna del Gesù, Duchessa di Loulé      |                     | Marianna Vittoria di Borbone-Spagna |                                 |  |  |       |  |  |                           |  |  |                          |  |
|                                       | Carlo III di Spagna | Filippo V di Spagna                 |                                 |  |  |       |  |  |                           |  |  |                          |  |
|                                       | Carlo III di Spagna | Filippo V di Spagna                 |                                 |  |  |       |  |  |                           |  |  |                          |  |
|                                       | Carlo III di Spagna | Elisabetta Farnese                  |                                 |  |  |       |  |  |                           |  |  |                          |  |
| Carlo IV di Spagna                    | Carlo III di Spagna |                                     |                                 |  |  |       |  |  |                           |  |  |                          |  |
|                                       |                     | Maria Amalia di Sassonia            | Augusto III di Polonia          |  |  |       |  |  |                           |  |  |                          |  |
|                                       |                     | Maria Amalia di Sassonia            | Augusto III di Polonia          |  |  |       |  |  |                           |  |  |                          |  |
|                                       |                     | Maria Amalia di Sassonia            | Maria Giuseppa d'Austria        |  |  |       |  |  |                           |  |  |                          |  |
| Carlotta Gioacchina di Borbone-Spagna |                     | Maria Amalia di Sassonia            |                                 |  |  |       |  |  |                           |  |  |                          |  |
|                                       |                     | Filippo I di Parma                  | Filippo V di Spagna             |  |  |       |  |  |                           |  |  |                          |  |
|                                       |                     | Filippo I di Parma                  | Filippo V di Spagna             |  |  |       |  |  |                           |  |  |                          |  |
|                                       |                     | Filippo I di Parma                  | Elisabetta Farnese              |  |  |       |  |  |                           |  |  |                          |  |
| Maria Luisa di Borbone-Parma          |                     | Filippo I di Parma                  |                                 |  |  |       |  |  |                           |  |  |                          |  |
|                                       |                     | Luisa Elisabetta di Borbone-Francia | Luigi XV di Francia             |  |  |       |  |  |                           |  |  |                          |  |
|                                       |                     | Luisa Elisabetta di Borbone-Francia | Luigi XV di Francia             |  |  |       |  |  |                           |  |  |                          |  |
|                                       |                     | Luisa Elisabetta di Borbone-Francia | Maria Leszczyńska               |  |  |       |  |  |                           |  |  |                          |  |
|                                       |                     | Luisa Elisabetta di Borbone-Francia |                                 |  |  |       |  |  |                           |  |  |                          |  |